# Петър Родопски
Петър Атанасов Родопски е руски и български художник.
Роден е през 1898 г. в Сувалки, Руска империя. По време на Гражданската война в Русия емигрира в България през 1921 г.
Включва се в БЗНС. Завършва Държавната художествена академия в София през 1930 г.
Изографисва църкви и манастири. В периода 1961 – 1971 г. е художник-реставратор при Централния църковен историко-археологически музей в София. Член е на Дружеството на руските художници в България и на Съюза на българските художници. Умира в София през 1988 г.
Личният му архив се съхранява във фонд 1908К в Централен държавен архив. Той се състои от 1612 архивни единици от периода 1885 – 1991 г.